# Bombardier Aerospace
Bombardier Aerospace è una divisione della Bombardier Inc. In termini di fornitura annuale è la quarta società al mondo per la produzione di aerei commerciali, mentre è al terzo posto per la fornitura annuale complessiva di aerei di ogni tipo.
La sede principale si trova  a Montréal in Canada.
Viene acquisita nel 2017 da Airbus per i prodotti della C series che completano l'offerta del costruttore europeo.

## Storia
La divisione aerospaziale di Bombardier nacque con l'acquisizione nel 1986 della Canadair Ltd., società che fino a quel momento era di proprietà del Governo canadese e che aveva registrato quella che era fino ad allora la perdita più grande nella storia delle aziende canadesi.
Dopo aver acquisito la Canadair ed averla riportata alla redditività, Bombardier acquistó nel 1989 la Short Brothers, un'azienda di Belfast che era sull'orlo del fallimento.
Fece seguito nel 1990 l'acquisto della statunitense Learjet di Wichita nel Kansas, costruttrice del famoso velivolo business Learjet, anche lei con grossi problemi finanziari.
Infine nel 1992 venne acquisita la De Havilland Aircraft of Canada, una controllata della Boeing con sede a Toronto nell'Ontario e in forte perdita.
Viene acquisita nel 2017 da Airbus per i prodotti della C series che completano l'offerta del costruttore europeo.

## Prodotti & Servizi
Aerei commerciali 

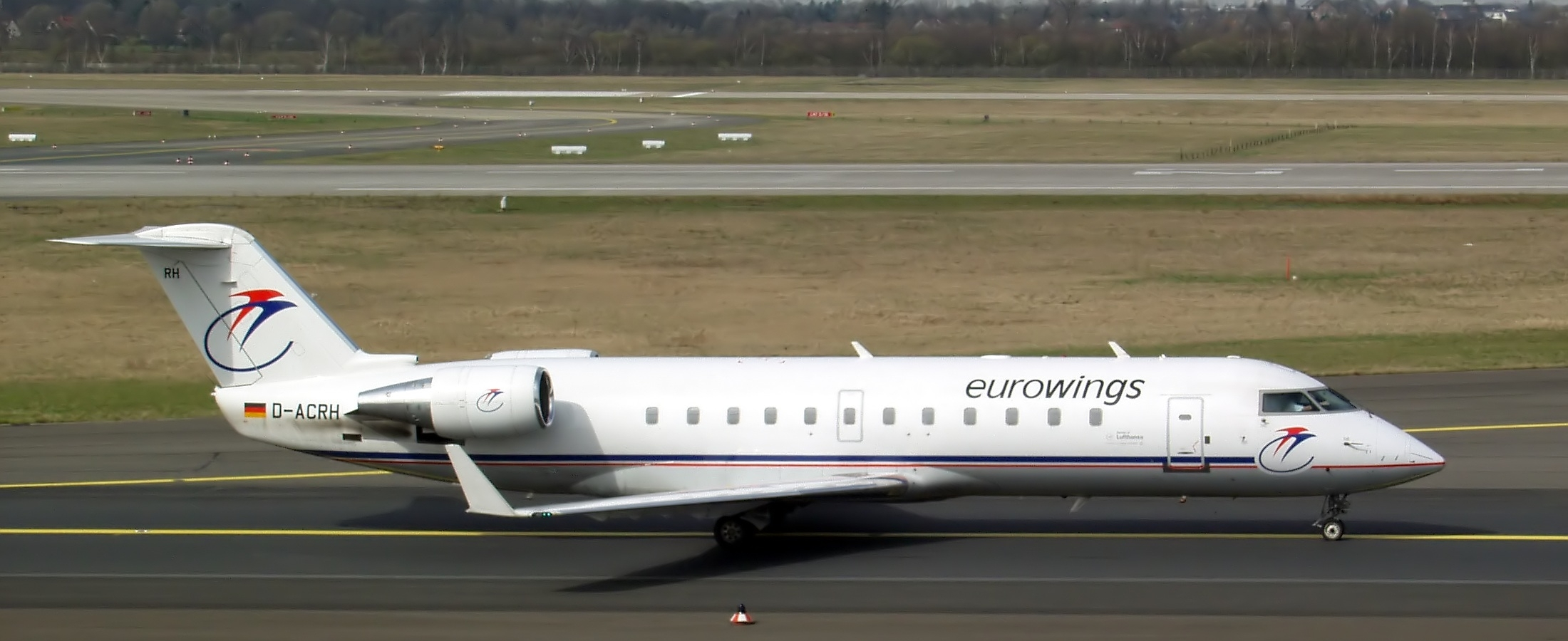
CRJ200ER

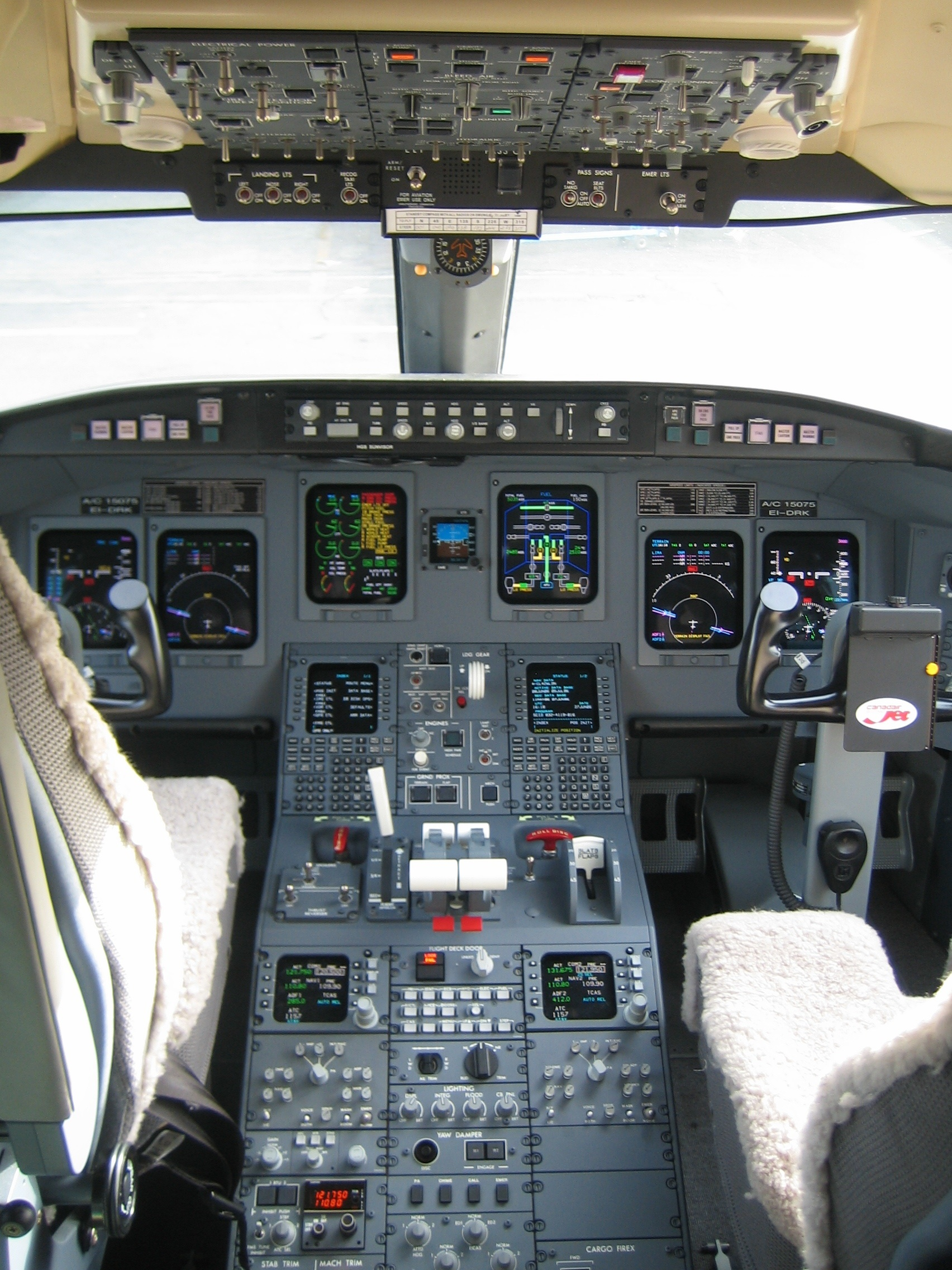
Il cockpit di un CRJ200

- CSeries (CS100 e CS300) (dal 2018 prodotto da Airbus con il nome di Airbus A220)

 Aerei regionali 

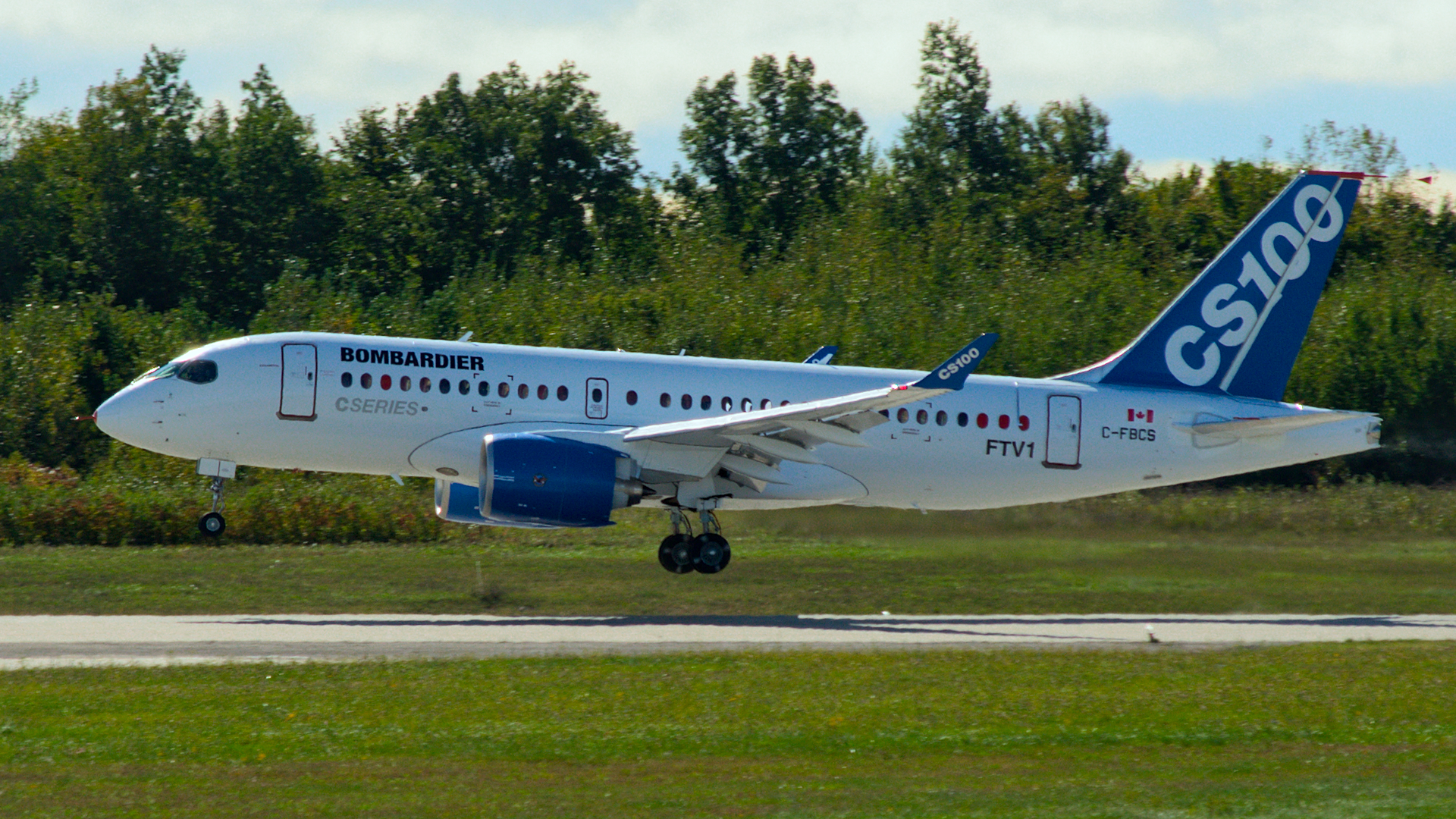
CS100 nel primo volo

- CRJ NextGen (CRJ700, CRJ900, CRJ1000) (progetto venduto nel 2020 a Mitsubishi aircraft corporation)
- CRJ Series (CRJ100, CRJ200, CRJ700, CRJ705, CRJ900) (progetto venduto nel 2020 a Mitsubishi aircraft corporation)
- Q Series (Q200, Q300, Q400, Multi-Mission) (dal 2019 prodotto da De Havilland Canada)

 Aerei business 
- Learjet (40XR, 45XR, 60XR)
- Challenger (300, 605, 850)
- Global Express (5000, XRS; Sentinel)
- Bombardier Global 7500

 Aerei anfibi 
- Bombardier 415

 Servizi 
- Servizi per la difesa
- Flexyjet
- Skyjet